# Vi Bookar, Krokar och Rothar
Vi Bookar, Krokar och Rothar (1912) är en roman av Hjalmar Bergman som han huvudsakligen skrev under en vistelse hos släktingar i Helsingborg. En annan titel han övervägde för boken var "Ur en stadskrönika", vilket blev romanens underrubrik.

## Handling
Romanen utspelar sig från 1880-talets första år till de första åren under 1900-talet, i en mellansvensk stad som troligen är Wadköping. Bland huvudfigurerna får man bland annat träffa den veke ingenjör Julius Krok, dennes son Abraham Krok, den hårdhudade affärsmannen J.A. Broms, den sluge och självmedvetne juristen Abraham Björner som enligt romanens uppgift ser ut som Gustav Vasa, den intelligenta mamsellen Mimmi Book som är syster till prosten Book och den demoniske sedlighetsivraren lektor Paulus Holmin.
Trots att Hjalmar Bergman var mycket stolt över romanen var recensenten Fredrik Böök mindre imponerad. Han ansåg att Bergman inte var tillräckligt verklighetsförankrad och att det var en djup defekt i hans författarskap.

## Personregister
- Amerikanaren - hemlighetsfull främling, lökodlare, sektstiftare, möjligen sedelförfalskare
- Anders - poliskonstapel
- Andersson - blekängsmadam, baderska, städerska
- Andersson - smed, föreg. son
- Bergfeldt - greve, major
- Bergfeldt, Vilhelm - greve, löjtnant, brukspatron
- Bernhusen de Sars, Roger - baron och kammarherre, stor brukspatron
- Björner - fältkamrer, lomhörd, lånar ut pengar
- Björner, Abraham - son till föreg., v. häradshövding, stadsfullmäktiges ordförande, praktiserande jurist
- Book - prost, något pietist, sedermera känd för sitt Bordeaux
- Book, Mimmi - föreg. syster, stadens mest aktade mamsell
- Bring - förste stadsläkare, kallad "Fädoktorn"
- Broms, J. A. - plåtslagare, fabriqeur, kvarteret Blekängens tillskapare
- Broms, Louise - föreg. hustru, dotter till prosten Roth, efter sin död benämnd "lilla gumman i himlen"
- Bäckman, Alexander - magister, stor politikus
- Bäckman, Ottilia - föregåendes hustru
- Carlén - klockare
- Carlén - kallad " Mütter Carlén, " föregåendes änkefru, innehar Carlénska Källaren
- Ekman, Rosa - artist under psudonymen Rosine de la Rose, är sedermera värdinna på Tre Remmare, och gemenligen kallad Gula Rosen
- Evelin - sköka, sedermera jungfru
- Enberg - fru, hushållerska på Björkenäs
- Hagelin den äldre - skomakare, vederdöpare och reformator
- Hagelin - madam, föregåendes hustru
- Hagelin den yngre - skofabrikör, Zionisternas äldste, Bibeldoktor

i Amerika, predikant och profet
- Halling, Gustaf - inspektor på Björkenäs, bror till fru Enberg
- Holmin, Paulus - kallad " Aposteln, " Lektorn vid Elementarläroverket, en fläckfri karaktär, innehar ett rent samvete
- Hyltenius, Per - fil. dokt., brukspatron, beryktad hanrej
- Hyltenius, Blenda - föreg. fru, möjligen dotter till baron Bernhusen, egentliga orsaken till sin mans ryktbarhet
- Johnsson, Edvin - f.d. betjänt på Rogershus, dillerant
- Krok, Valdemar - trivialskolerektor, mes, gift med en Lilja
- Krok, Julius - föreg. son, ingenjör och samhällsreformator, gift med Marie Krok
- Krok, Marie - dotter till J.A. Broms

Deras barn:
- - Louise - gift med Lektor Paulus Holmin
  - Agnes - ogift, förestår en söndagsskola
  - Abraham - lantbrukselev, t.f. inspektor på Björkenäs
- Köpman från Göteborg - faster Mimmis älskare
- Lagerström, Alexander - verkmästare, sedermera kontorschef hos Broms & Krok
- Larsson - stadsvakt, trädgårdsmästare
- Larsson - byggmästare, bankdirektör med mera, Betaniaförsamlingens äldste
- Larsson - fru, föregåendes hustru, Zionistiskt trosvittne
- Lisen - fru Maries trotjänarinna
- Lilja, Abraham I, II, III - brukspatroner på Hviskingeholm
- Lönrot - konstapel, överkonstapel, kommissarie
- Ohlsson, Enok Ebenezar - grovarbetare utan en anställning, rabulist
- Pettersson, kallad Liter- Pelle - arbetare, sedermera fattighjon
- Pettersson, Malin - föregåendes hustru, frånskild, håller hus
- Petterssons tvillingar - föregåendes barn
- Redaktören av Nyheterna - gammal hedersman, läser sällan sin tidning och anser ej att det könsliga är det centrala imlivet
- Roth, Eberhard - prost, rationalist, barnafader
- Roth, Johan Jacob - konsistorii skjutshäst, slutligen komminister och gift med en dotter till Book, samhällsfiende
- Roth, Elis Eberhard - föreg. son, med. lic., stadsläkare, cynisk filosof kallad "Jublet", möjligen far till E. E. Ohlsson
- Sadelmakaregesäll - stor orosande
- Schönmayer, Isac - möbelhandlare
- Siedel - änkenåd
- Siedel, Arvid - föreg. son, brukspatron
- Starke- Petter - stadsvakt
- Stenberg, Paulus - borgmästare
- Sörman - trädgårdsdräng, verkmästare med mera
- Sörman - fru, föregåendes hustru, f. d skänkmamsell

av ovanlig skönhet
Deras barn : Sörman, Gusten - arbetare, kontorist, kontorschef, rabulist
Sörman, Elsa - sömmerska, förlovad med Abraham Krok,
Zionistiskt trosvittne
- Wickberg, Anders - före detta Hovmästare och Kammartjänare
- Dessutom två stycken, borgmästare, två stycken stadsfiskaler
- Samt Folk

## Kuriosa
I sin första utgåva (1912) heter boken på smutstitelsidan Vi Bookar, Krokar och Rothar men på titelsidan Vi Bookar Krokar och Rothar utan kommatecken.
En av romankaraktärerna, Byggmästaren Larsson, bygger på den verklige Örebrobyggmästaren Per Eriksson. Denne var en affärskollega till Hjalmar                   Bergmans egen far,  kamrer Claes Bergman, och är också förlaga till Källarmästaren Harald Hilding Markurell. Larsson kan således                        
anses vara en uppskisserad förstudie till Värdshusvärden på Kupan .